# العلاقات الفيتنامية القرغيزستانية
العلاقات الفيتنامية القيرغيزستانية هي العلاقات الثنائية التي تجمع بين فيتنام وقيرغيزستان.

## مقارنة بين البلدين
هذه مقارنة عامة ومرجعية للدولتين:
| وجه المقارنة                                              | فيتنام           | قيرغيزستان                      |
| --------------------------------------------------------- | ---------------- | ------------------------------- |
| المساحة (كم2)                                             | 331.69 ألف       | 199.95 ألف                      |
| عدد السكان (نسمة)                                         | 94.66 مليون      | 6.20 مليون                      |
| الكثافة السكانية (ن./كم²)                                 | 285.39           | 31.01                           |
| العاصمة                                                   | هانوي            | بيشكك                           |
| اللغة الرسمية                                             | اللغة الفيتنامية | اللغة الروسية، اللغة القيرغيزية |
| العملة                                                    | دونغ فيتنامي     | سوم قيرغيزستاني                 |
| الناتج المحلي الإجمالي (بليون دولار)                      | 234.19 مليار     | 7.56 مليار                      |
| الناتج المحلي الإجمالي (تعادل القوة الشرائية) بليون دولار | 553.42 مليار     | 20.45 مليار                     |
| الناتج المحلي الإجمالي الاسمي للفرد دولار أمريكي          | 2.48 ألف         | 1.10 ألف                        |
| الناتج المحلي الإجمالي للفرد دولار أمريكي                 | 5.63 ألف         |                                 |
| مؤشر التنمية البشرية                                      | 0.666            | 0.655                           |
| رمز المكالمات الدولي                                      | +84              | +996                            |
| رمز الإنترنت                                              | .vn              | .kg                             |
| المنطقة الزمنية                                           | ت ع م+07:00      | ت ع م+06:00                     |

## منظمات دولية مشتركة
يشترك البلدان في عضوية مجموعة من المنظمات الدولية، منها:
| علم المنظمة | اسم المنظمة                        | تاريخ انضمام فيتنام | تاريخ انضمام قيرغيزستان |
| ----------- | ---------------------------------- | ------------------- | ----------------------- |
|             | بنك التنمية الآسيوي                | 1966                | 1994                    |
|             | مؤسسة التنمية الدولية              | 24 سبتمبر 1960      | 24 سبتمبر 1992          |
|             | يونسكو                             | 6 يوليو 1951        | 2 يونيو 1992            |
|             | وكالة ضمان الاستثمار متعدد الأطراف | 5 أكتوبر 1994       | 21 سبتمبر 1993          |
|             | الأمم المتحدة                      | 20 سبتمبر 1977      | 2 مارس 1992             |
|             | الاتحاد البريدي العالمي            | ?                   | ?                       |
|             | البنك الدولي للإنشاء والتعمير      | 21 سبتمبر 1956      | 18 سبتمبر 1992          |
|             | الاتحاد الدولي للاتصالات           | 24 سبتمبر 1951      | 20 يناير 1994           |
|             | منظمة حظر الأسلحة الكيميائية       | ?                   | ?                       |
|             | مؤسسة التمويل الدولية              | 4 أغسطس 1967        | 11 فبراير 1993          |
|             | منظمة التجارة العالمية             | 11 يناير 2007       | ?                       |
|             | منظمة الشرطة الجنائية الدولية      | ?                   | ?                       |

## وصلات خارجية
- موقع وزارة الخارجية الفيتنامية
- موقع وزارة الخارجية القيرغيزستانية